# خائیمه چاباری
خائیمه چاباری (اسپانیایی: Jaime Chávarri‎؛ زادهٔ ۲۰ مارس ۱۹۴۳) کارگردان فیلم، کارگردان تئاتر، و فیلم‌نامه‌نویس اهل اسپانیا است. وی دانش‌آموختۀ رشتۀ حقوق بود و بعدها به دانشکدۀ فیلم‎سازی رفت. مادر و خاله‌اش هر دو از فعالان سیاسی-مدنی بودند.
از فیلم‌هایی که وی در آن‌ها نقش داشته است، می‌توان به رودخانه طلا (۱۹۸۵) اشاره نمود.